# کوه چرچ (واشنگتن)
کوه چرچ (به انگلیسی: Church Mountain) یک کوه در ایالات متحده آمریکا است که در واشینگتن واقع شده‌است.